# Ганс Балушек
Ганс Балушек (нім. Hans Baluschek; 9 травня, 1870, Бреслау — 28 вересня, 1935, Берлін) — німецький художник.

## Хронологія
- 1889—1894 — художня освіта у Королівській художній академії, Берлин
- 1897 — участь у Великій Берлінській художній виставці
- 1898 — цикли картин «Зильт» и «Залізниця»
- 1898—1899 — праця у гумористичному журналі «Корабель дурнів» (Das Narrenschiff)
- 1899 — в гупі «Одинадцять» («Die XI»); один з учасників заснування руху «Берлінський сецесіон»
- 1900 — викладач в жіночій художній школі в Берліні
- 1920 — член Соціал-демократичної партії Німеччини
- 1923 — створення цикла літографій «Портрети асоціальних жінок»
- 1924 — голова Великої Берлінської художньої виставки
- 1926 — один із засновників каси взаємодопомоги для берлінських художників
- 1926—1931 — серія міських пейзажів
- 1933 — за влади націонал-соціалістів заборона на професії, позбавлення усіх посад, твори художника декларовані як дегенеративне мистецтво.
- 1935 — смерть у Берліні.

## Ранні роки
Батько художника, Франц Балушек, був залізничним інспектором. Праця батька була пов'язана із переїздами і змінами місць роботи. Син Ганс народився у тодішньому місті Бреслау. У родині було ще три сестри, дві з котрих померлу дітьми від туберкульозу.
1876 року голова родини перевіз її на житло у Берлін. Вимушені переїзди родини примусили і Ганса навчатися у різних школах і шкільну освіту він остаточно здобув у Штральзунді.

## Картини Василя Верещагіна
Серед значимих для особистості молодого митця вражень — зустріч з картинами російського художника Василя Верещагіна, котрі він бачив на виставці у Берліні. Це були твори про Російсько-турецьку війну 1877—1878 рр. Про ці надто сміливі, незвичні для батального жанру картини багато говорили у артистичних колах. Головним було враження від картин у самого Ганса Балушека, котрий запам'ятав їх на все життя, а частку мотивів пізніше використав у власних творах. Можливо, на рішення юнака стати художником, вплинули і картини, бачені на берлінській виставці.

## Зацікавленість у лівих політичних ідеях
Вже в молоді роки він познайомився із лівими політичними ідеями і новим для того часу рухом — соціалізмом у його небільшовицькому, а західноєвропейському варіанті. Про нові ліві ідеї власним учням розповідав викладач Макс Шютте, котрий поплатився за це примусовим звільненням з гімназії (заборона на професії, що роками використовувалась у Німеччині). Серед творів, що самотужки вивчав молодий Ганс у той час, були твори Лева Толстого та Еміля Золя. Ідея поліпшувати власними зусиллями світ запала в душу і низка вчинків молодика надалі була обумовлена саме цією ідеєю.

## Берлінський університет мистецтв
По закінченні гімназії Ганс Балушек влаштувався на навчання у Берлінський університет мистецтв. Навчання там стане важливою сторінкою життя і формування молодого митця, хоча навчання там відрізнялось консерватизмом навчальних програм. Балушек покине академію 1893 року і перейде у стан незалежного художника.
Але роки навчання в університеті не пропали задарма, він зустрів там Мартина Бранденбурга, приятельські стосунки з котрим збережуться на роки. До цього періоду належать і датовані 1889 роком начерки та малюнки художника, серед котрих і перший автопортрет у студентському строї.
Розпочався процес формування художньої особистості. Ганс Балушек робить спроби у батальному жанрі, у зображенні побутових сцен і пейзажів Берліна і Штральзунда.

## Співчуття до пригноблених

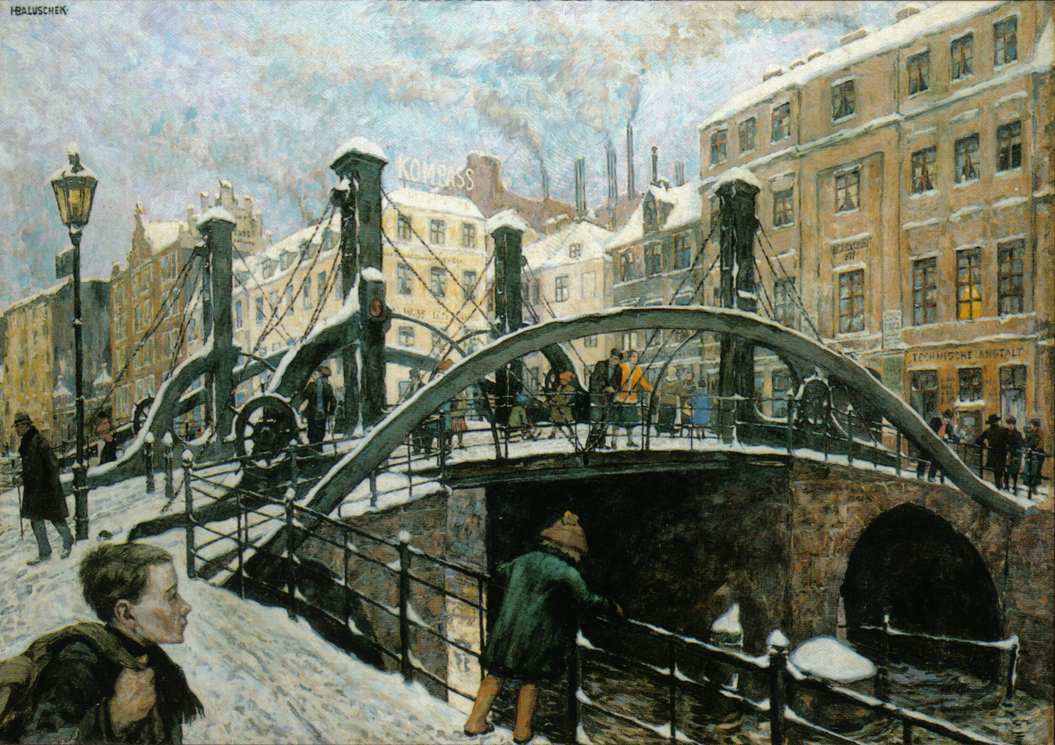
Ганс Балушек. «Міст у Берліні»

Картини митця почали свідчити не просто про зацікавленість до лівих ідей, а були актами співчуття до пригноблених. Молодий художник і раніше знав про пролетарські передмістя, про неприємний, пригнічуючий побут робітничих районів, про потворність їх забудови. Він серед перших німецьких художників стикнувся з негативними проблемами урбанізма, травматичністю для психіки цього середовища і новою хвилею розгублених і втрачених поколінь. Проблеми цього середовища стають темами його картин, серед них «Кава для родини в кафе, де продають лише гарячу воду» (1895), «Алегорія смерті» (1895), «Атракціони розважального парка на Хассенхейде» (1895), «Ранок понеділка» або «Квартирка в мансарді для бідноти» (1898).
Відходить митець і від заглаженої, емалевої техніки, притаманної академічному живопису. Частку малюнків він виконує пастелями і техніка, котру так полюбляли майстри грайливого рококо з їх поверхневими темами та сценками життя багатіїв, слугує у руках Балушека для розкриття бід побуту бідних шарів суспільства. Поступово народжується популярність митця, особливо після сумісних із Мартином Бранденбургом виставок, що пройшли у 1895—1897 рр. 1896 року була оприлюднена збірка поем німецького поета Ріхарда Демеля «Жінка і світ», малюнок до обкладинки створив Балушек. Книга викликала обурення консервативного і багатого прошарку німецьких прихильників літератури, поеми визнали богоборчими, непристойними, були заклики або заборонити видання, або спалити його взагалі.
Балушек отримав запрошення приєднатися до художньої групи «Одинадцять» і брати участь у їх виставках. Група входила на той час у рух «Берлінський сецесіон» і Балушек став також членом того руху.

## Події Першої світової війни і позиція Балушека

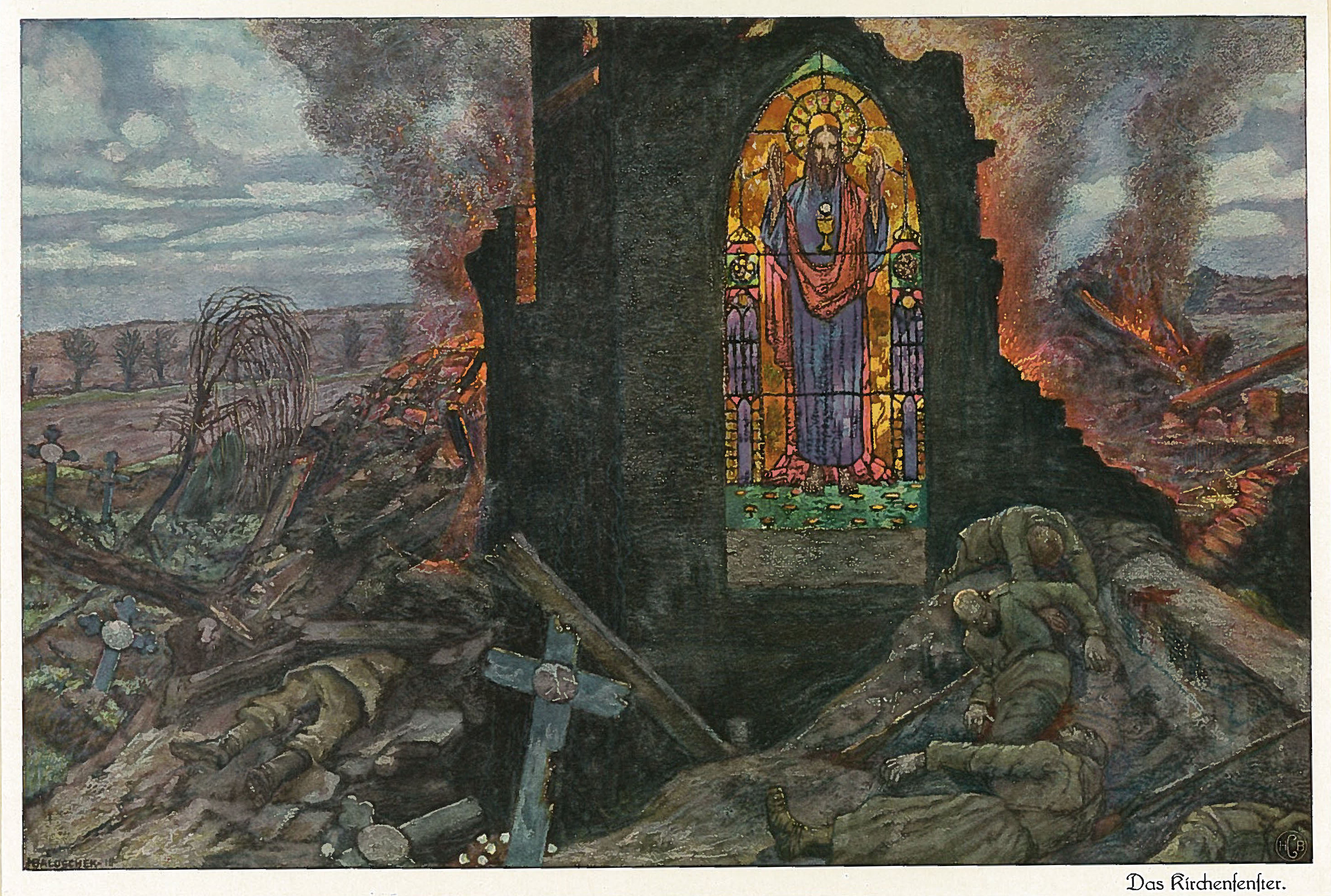
Ганс Балушек. «Вікно колишнього храму», 1915 р.

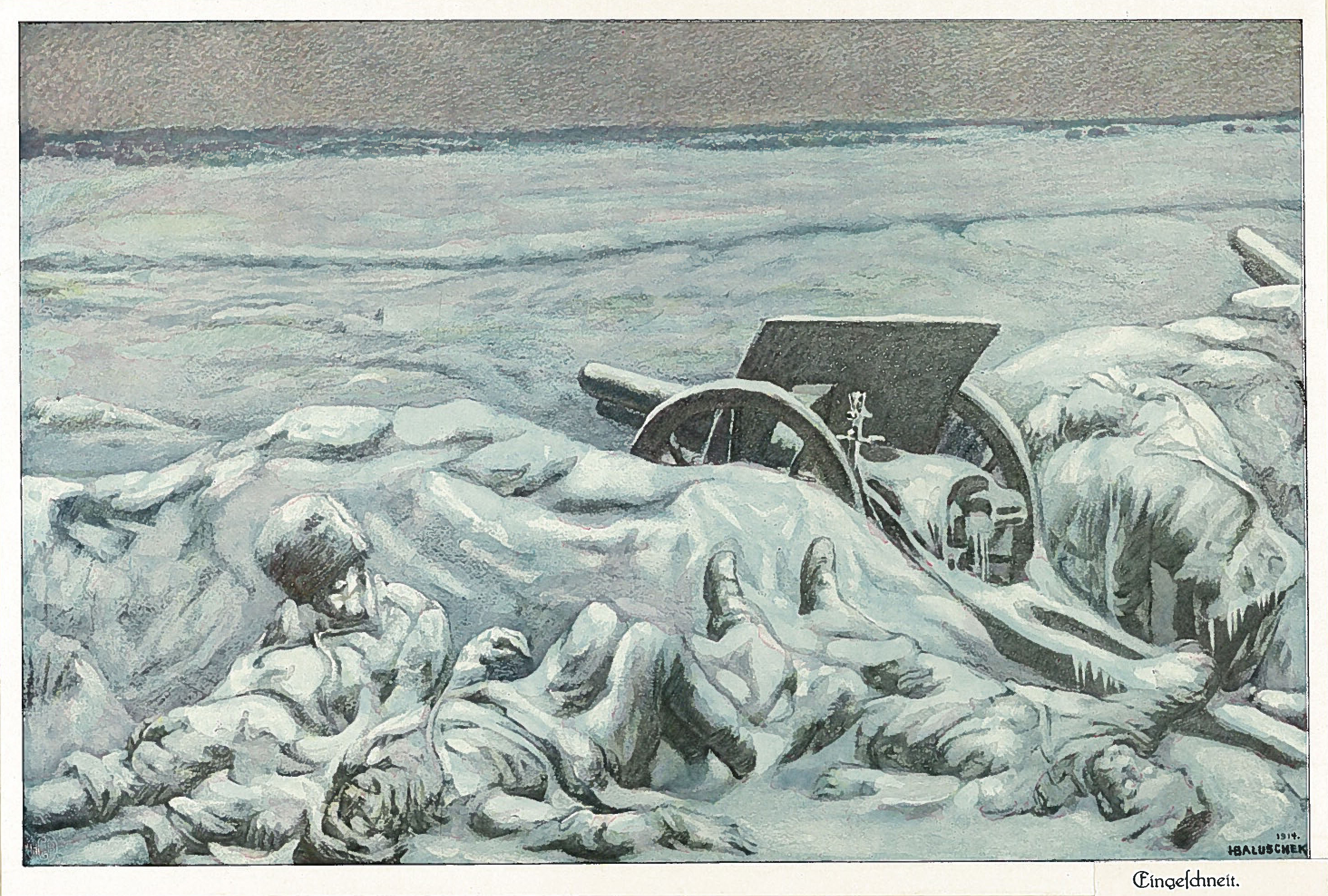
Ганс Балушек. «Артилеристи убиті й занесені снігом», 1914 р.

Трагічні події Першої світової війни були надзвичайним випробуванням для усього західноєвропейського мистецтва — від літератури до образотворчого мистецтва. Якщо митці Італії чи Франції могли логічно звернутися до славетних сторінок власного мистецтва і отримати від них духовну підтримку і допомогу у нові скрутні часи, з мистецтвом Німеччини було інакше.
Мистецтво Німеччини важко шукало власний шлях до національної неповторності і значущості тематики, що відбилось у крайніх формах експресіонізму, символізму чи такого значного відходу від фігуративних (реалістичних) форм, що межували з їх повним розпадом. Мистецтво Німеччини внаслідок поразки у Першій світовій війні отримало надзвичайну травму і не стільки відкрило нові шанси для власного розвитку, скільки втратило їх на десятиліття. На авансцену вийшли не події в мистецтві, а шалені політичні події.
Ганс Балушек, що наближався до 50-тирічного віку, поділяв антивоєнні позиції. Він зберіг реалізм у розробці власних антивоєнних творів, як зберіг його той же Джон Сінгер Сарджент, обидва не спокусились на надто спрощений живопис чи крайні форми модернізма.

## Графічні твори і ілюстрації до книжок
У перші роки повоєнного періоду Ганс Балушек звернувся до друкованої графіки і створення ілюстрацій до дитячих книг. Так, він був автором декількох рекламних плакатів та афіш до нових кінострічок і театральних вистав.
Художник створив низку ілюстрацій для декількох шкільних підручників, оповідань та видань про залізницю, цікавість до котрої зберігав десятиліттями. Балушек не зрікався лівих політичних ідей і був один з 10-ти німецьких художників ліберального спрямування, котрі віддали власні кошти на проведення антивоєнної конференції в Амстердамі в 1924 році. У період 1929—1931 рр. Ганс Балушек обіймав посаду директора з проведення Великої берлінської художньої виставки.
Серед вдалих творів художника цього періоду — ілюстрації до дитячих книжок. Серед них — «Про малих людей, малих тварин і малих речах», «В країні казок», «Що нам розповість календар», ілюстрації до казок братів Грімм. Ілюстрації були настільки привабливими, що витримували передруки, а частка стала класичними для німецької дитячої літератури.

## Останні роки
Останні роки художника не були навіть доживанням, це було добивання віком і добивання державою ще живого художника. Прихід до влади німецьких нацистів 1933 року нібито виправляв важкий економічний стан шляхом підготовки до нової війни, але почався наступ на всі ланки незгодних або інакших (лібералів, марксистів, німецьких євреїв).
Мистецький діяч, художник і німець Ганс Балушек був зарахований новою тоталітарною владою до марксистів, політично неблагонадійних осіб, а його мистецтво — до засудженого владою дегенеративного мистецтва. Його позбавили усіх колишніх посад і заборонили приймати його роботи на будь-які виставки.
Незрозуміло, чому він не емігрував, як це зробили інші при перших ознаках небезпеки власному життю, як Еріх Марія Ремарк. Він наче не розумів, що його позбавили недоторканості. Не знайшлося і мецената-добродія, що міг би захистити і надати притулок, як надали його майстрині Кете Колльвіц. Ганс Балушек помер 28 вересня 1935 року.

## Неповний перелік картин
- «Кава для родини в кафе, де продають лише гарячу воду», 1895 р.
- «Алегорія смерті», 1895 р.
- «Атракціони розважального парка на Хассенхейде», 1895 р.
- «Ранок понеділка» або «Квартирка в мансарді для бідноти», 1898 р.
- «Залізнична станція великого міста», 1904 р.
- «Артилеристи убиті й занесені снігом», 1914 р.
- «Вікно колишнього храму», 1915 р.
- «Покарання французів-партизан у 1-у світову війну», 1915 р.
- «Пункт першої медичної допомоги на фронті», 1915 р.
- «Зима воєнних років» або «Пора року зима», 1917 р.
- «Пролетарське містечко». 1920 р.
- «Куток великого міста», 1929 р.
- «Критий перон у Берліні», 1929 р.

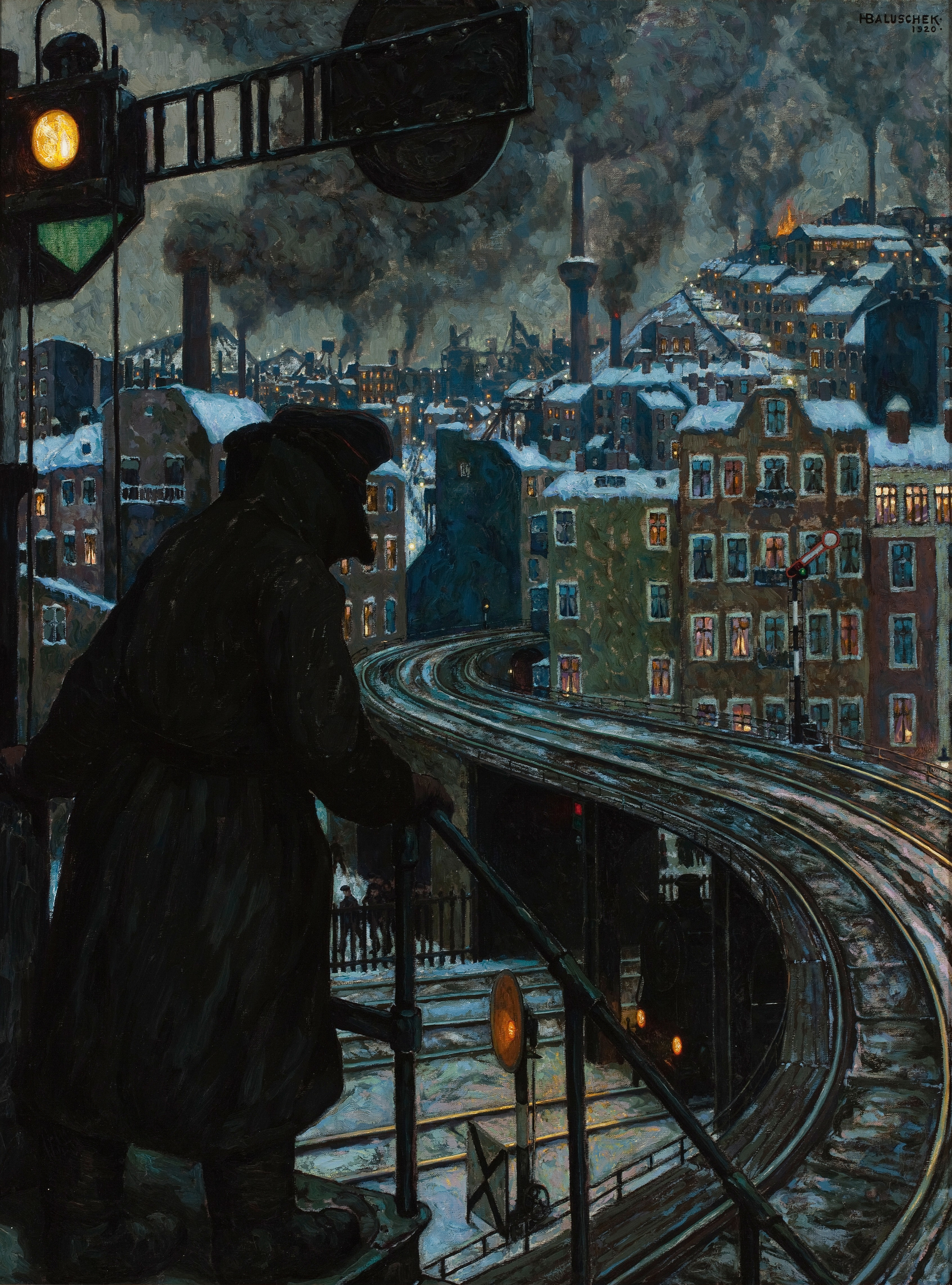
Ганс Балушек. «Пролетарське містечко». 1920 р.
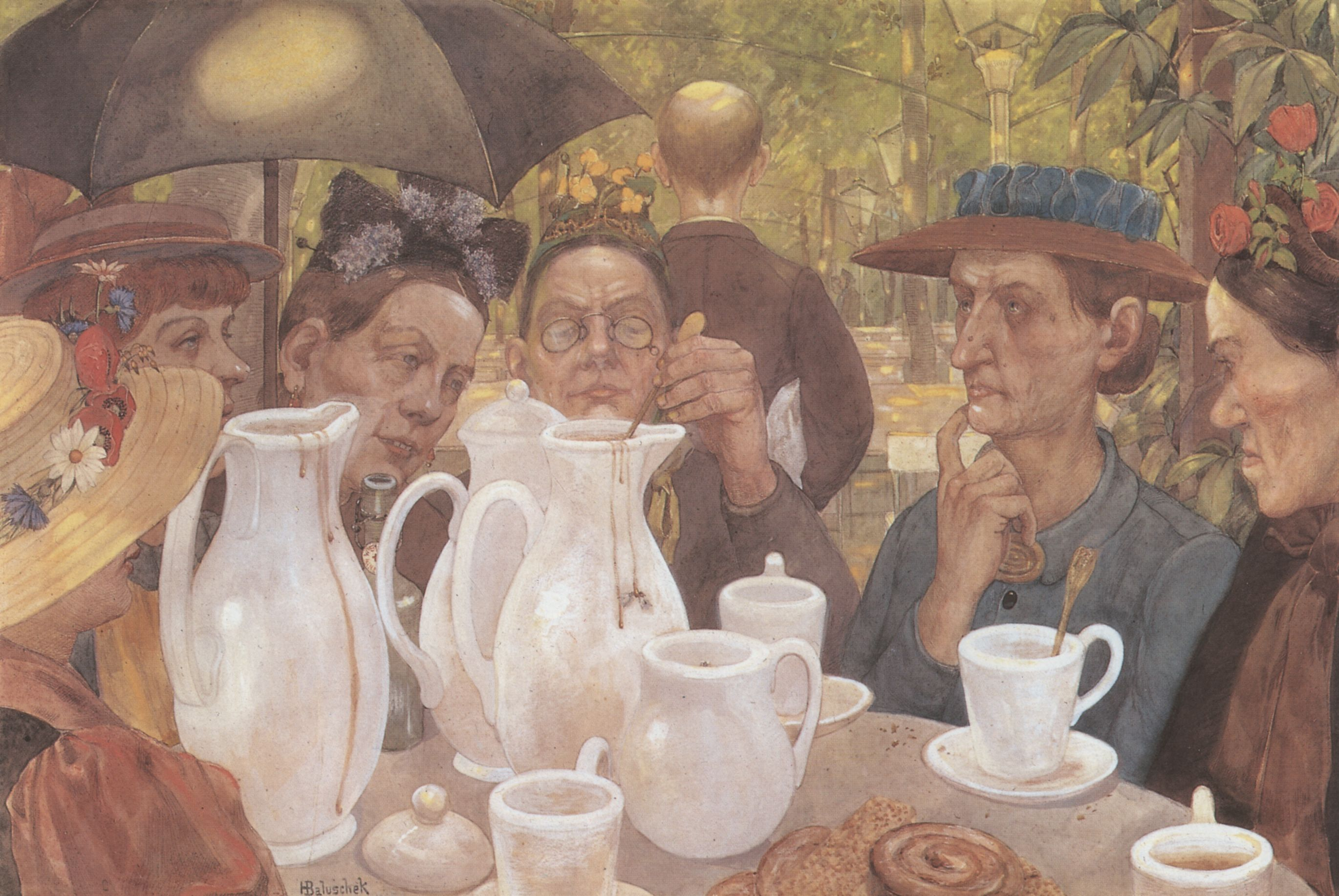
Ганс Балушек. «Кава для родини в кафе, де продають лише гарячу воду», 1895 р.
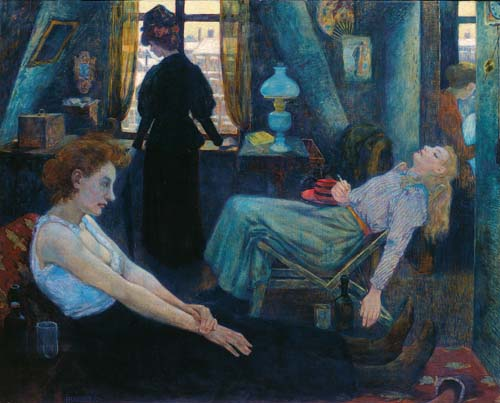
Ганс Балушек. «Ранок понеділка» або «Квартирка в мансарді для бідноти», 1898 р.
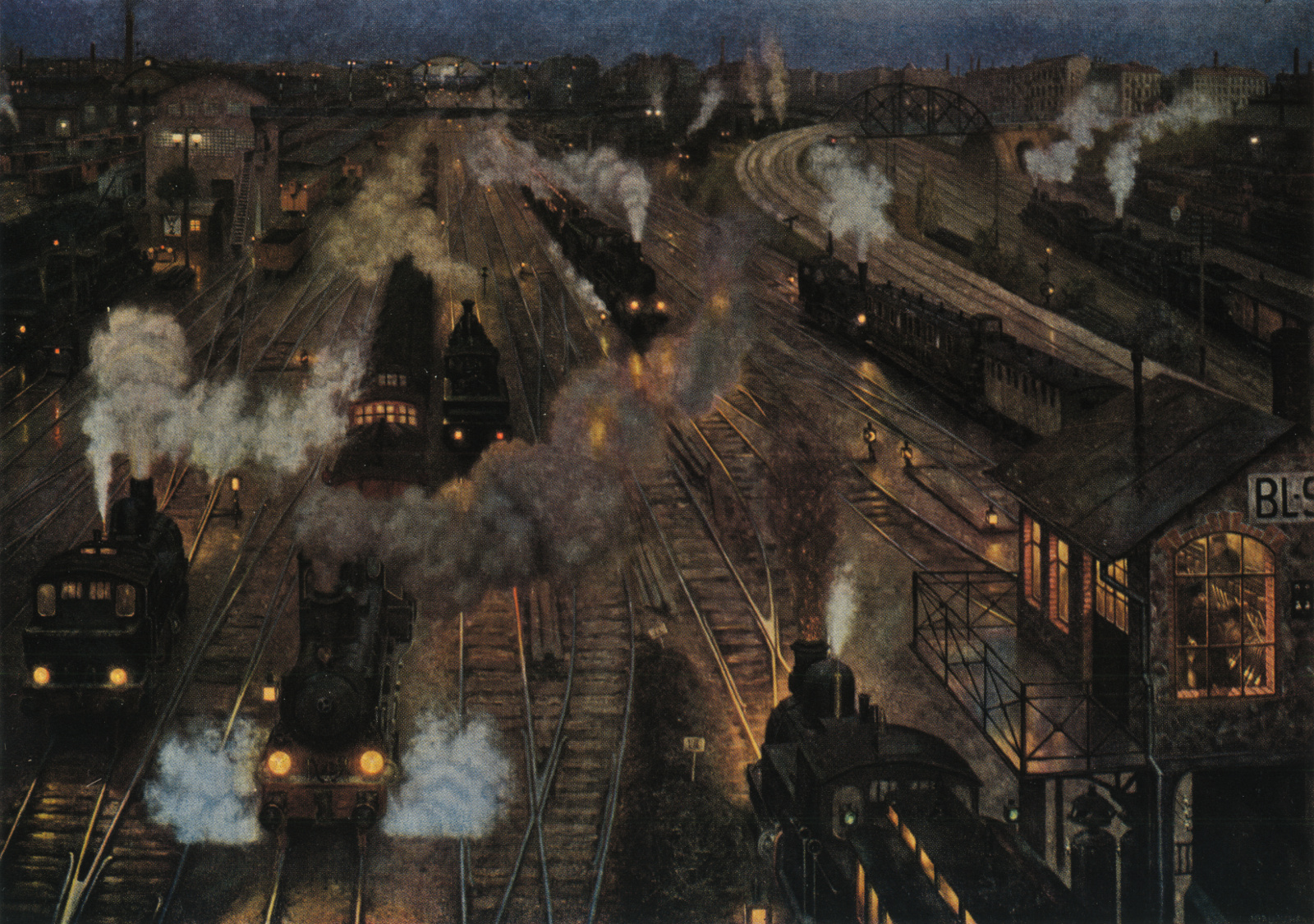
Ганс Балушек. «Залізнична станція великого міста». 1904 р.
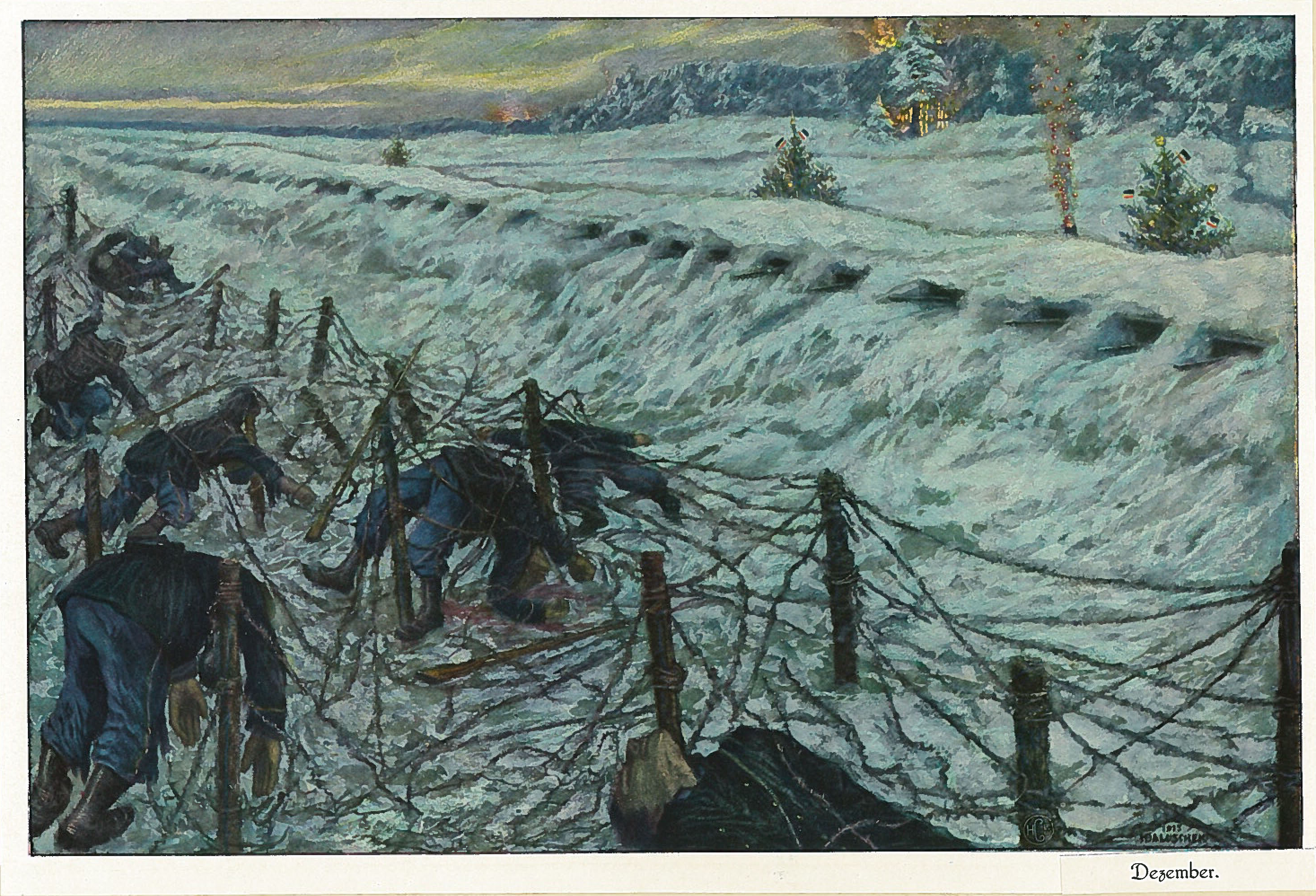
Ганс Балушек. «Залишки атаки»
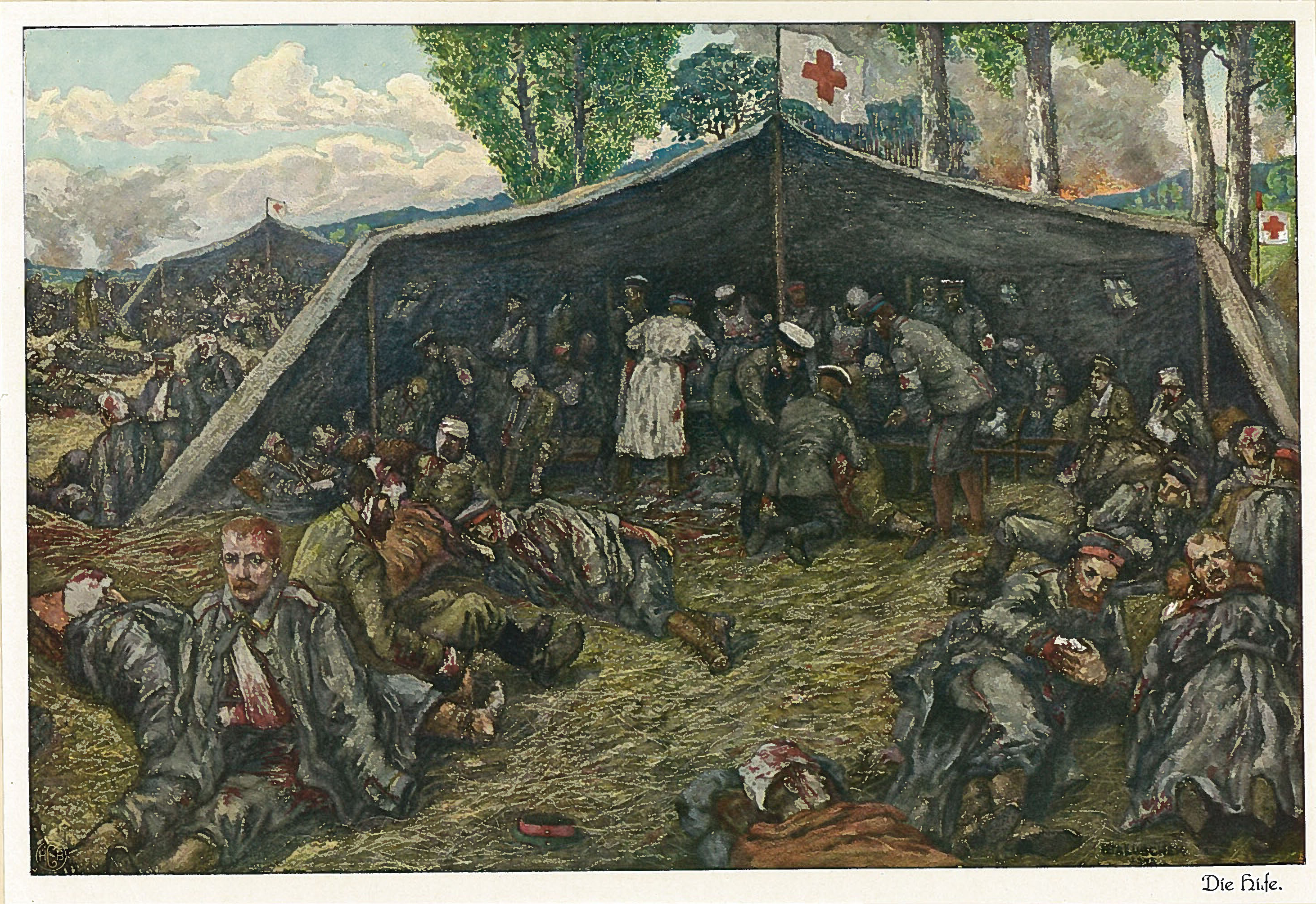
Ганс Балушек. «Пункт першої медичної допомоги на фронті», 1915 р.
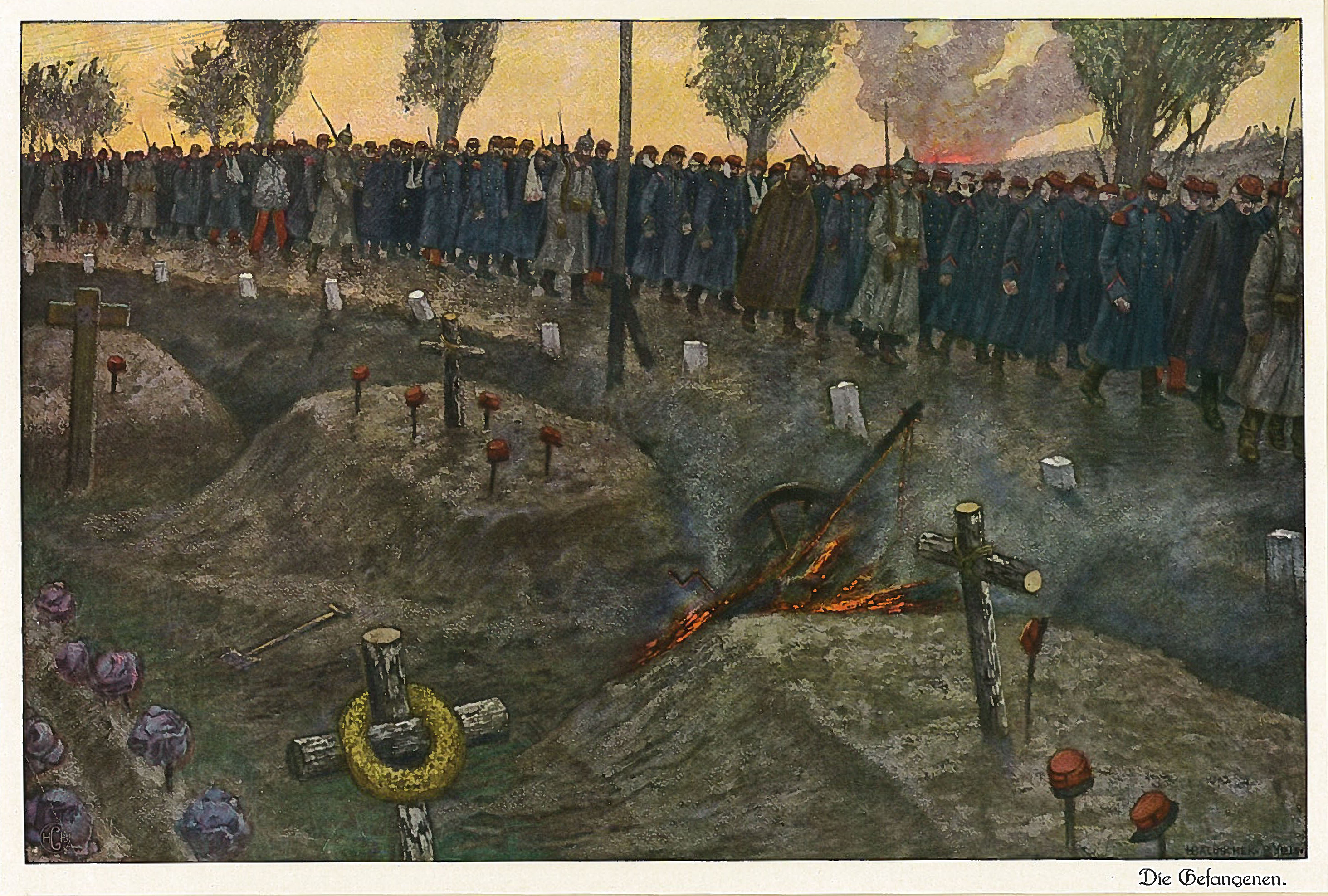
Ганс Балушек. «Загальні могили»
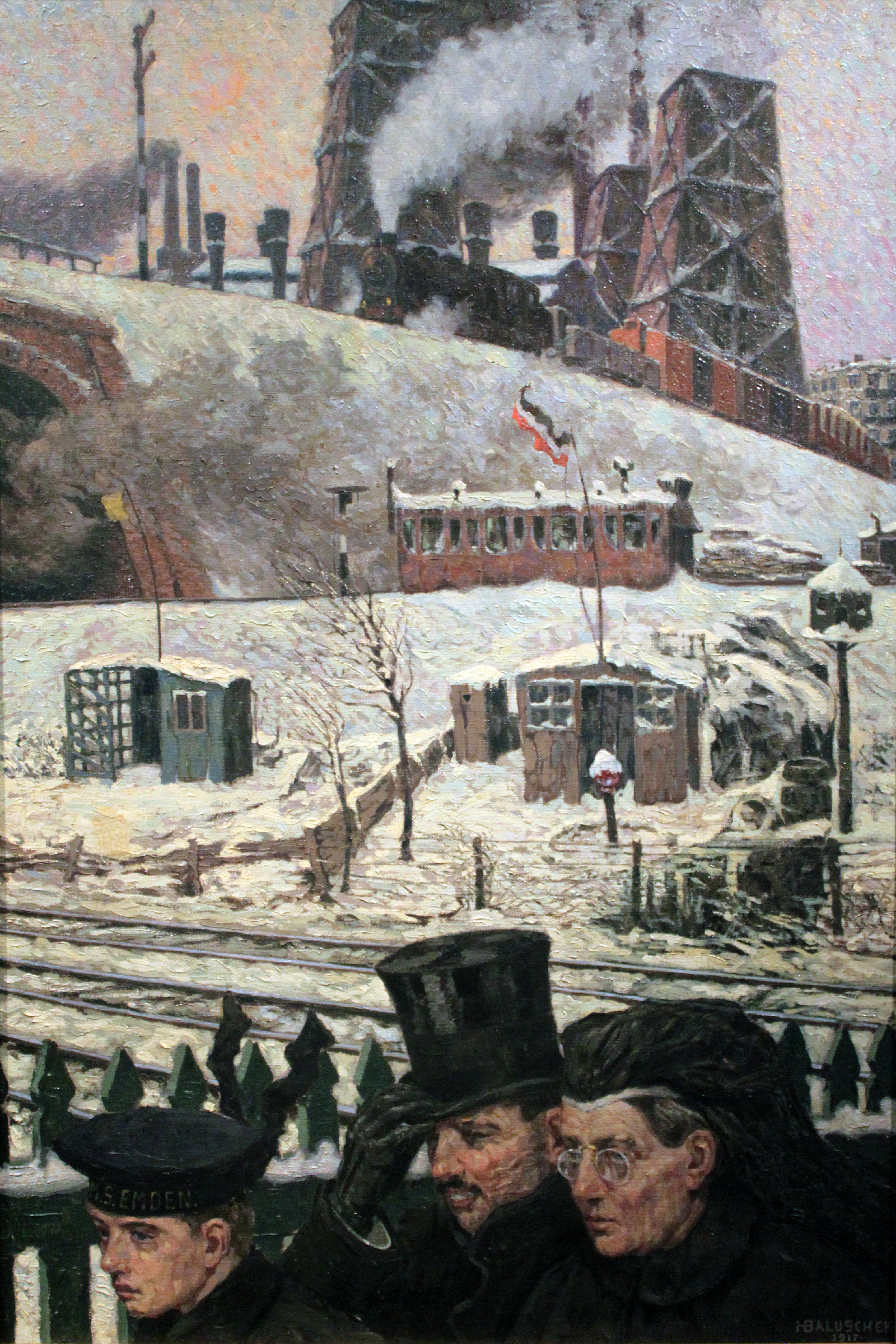
Ганс Балушек. «Пора року зима», 1917 р.
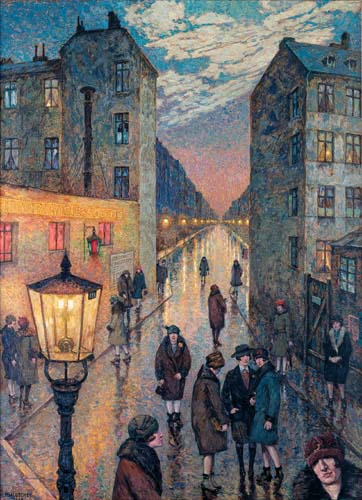
Ганс Балушек. «Куток великого міста», 1929 р.
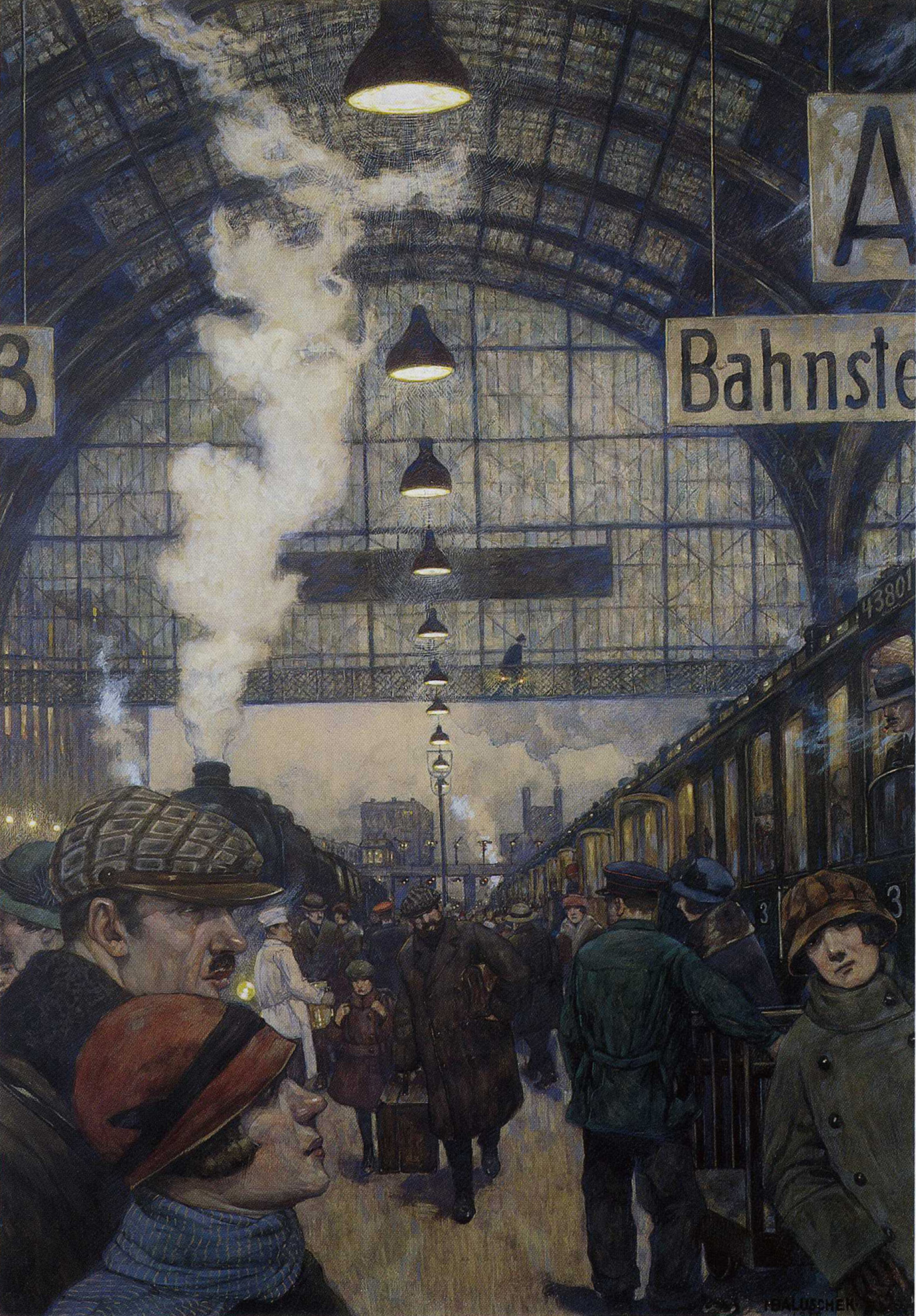
Ганс Балушек. «Критий перон у Берліні», 1929 р.